# التاريخ المقارن

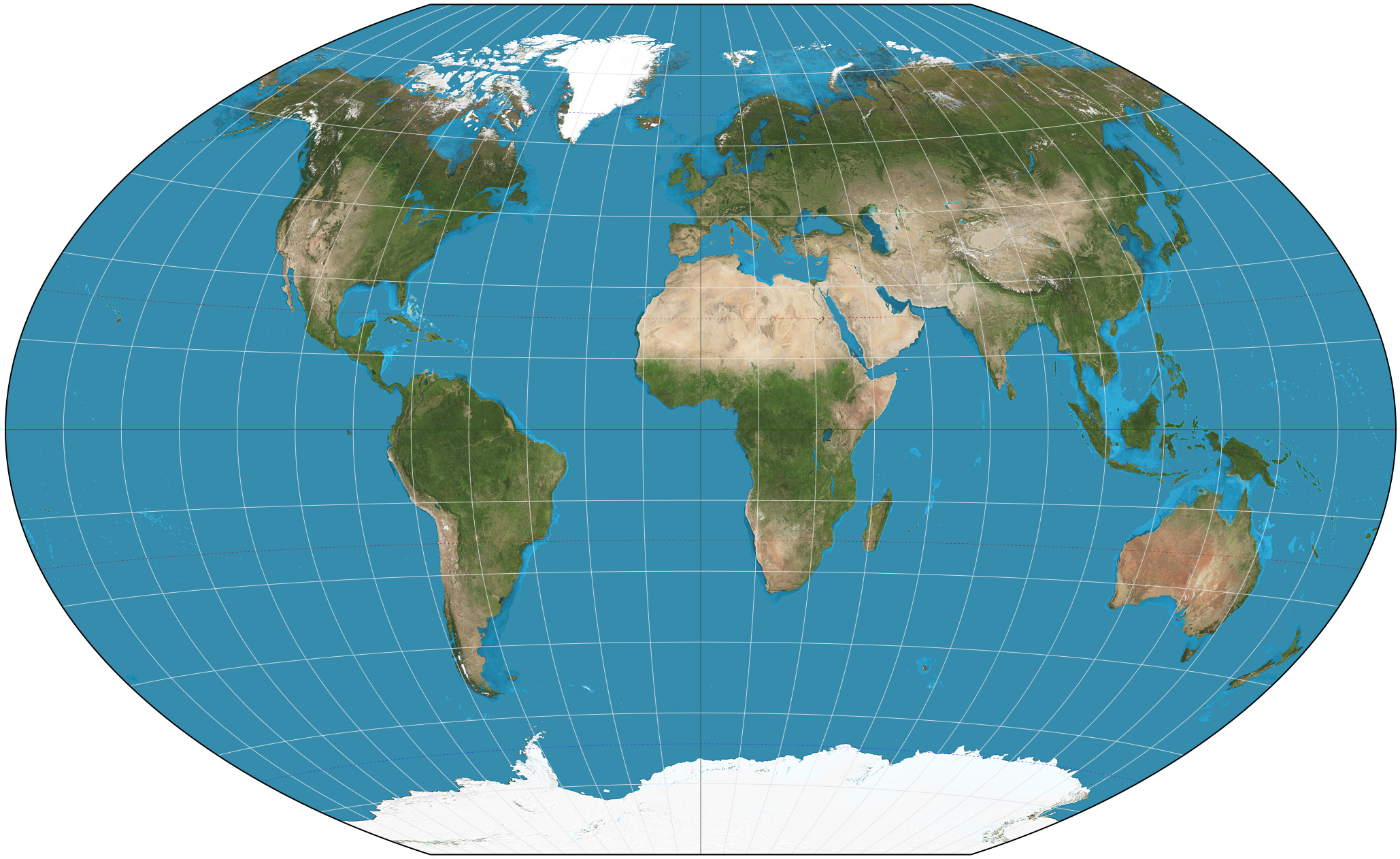
صوره مشتقه من إسقاط ناسا المقارنه التاريخ التطبيقي

التاريخ التطبيقي أو التاريخ المقارن (بالإنجليزية:  Comparative history)‏، هو نهج يتكون بالتوازي مع عناصر من الماضي من أجل تسليط الضوء على الاختلافات والنقاط المشتركة، أو حتى رسم بعض التأملات العامة في التاريخ (تشغيل نظام تحديد الهياكل...). في العلوم التاريخية، هذا النهج المقارن يطرح مشكلة منهجية.
على خطة معرفية نسبية التاريخ يتفاعل مع العديد من العلوم الإنسانية والاجتماعية. التاريخ المقارن له تاريخه الخاص، يتخللها من 1900 إلى أسماء كبيرة مثل هنري بر، وإميل دوركهايم، ومارك بلوخ.
من نهاية التاريخ التطبيقي يجدد نفسه على نبض الاتجاهات في كتابة التاريخ كما في عبرت التاريخ.

## أنظر أيضا
- التاريخ
- تاريخ سياسي
- تاريخ شفوي
- تاريخ عام